# ديفيد دان (لاعب كرة قدم أمريكية)
ديفيد دان (بالإنجليزية: David Dunn)‏ هو لاعب كرة قدم أمريكية أمريكي، ولد في 10 يونيو 1972 في سان دييغو في الولايات المتحدة.

## وصلات خارجية
- ديفيد دان على موقع مرجع كرة القدم المحترفة.كوم (الإنجليزية)